# Ioptera
Ioptera é um gênero de traça pertencente à família Agonoxenidae.